# Communauté rurale de Kévoye
La communauté rurale de Kévoye (précédemment connue sous le nom de Thiankoye) est une communauté rurale du Sénégal située au sud-est du pays. 
Elle fait partie de l'arrondissement de Dakateli, du département de Salemata et de la région de Kédougou.